# Desa Pojok (administrativ by i Indonesien, Jawa Timur, lat -8,07, long 112,20)
Desa Pojok är en administrativ by i Indonesien.   Den ligger i provinsen Jawa Timur, i den västra delen av landet, 600 km öster om huvudstaden Jakarta.